# Copa Báltica 2010
La Copa Báltica 2010 (en estonio, Balti turniir 2010; en letón, Baltijas Kauss 2010; en lituano, 2010 m. Baltijos taurė) fue la XXIII edición de la competición amistosa, llevada a cabo en la ciudad de Kaunas, en Lituania. Fue disputada por los seleccionados bálticos de Estonia, Letonia y Lituania entre los días 18 y 20 de junio.
Lituania se consagró campeón de la competición por décima vez, tras superar por 2-0 al conjunto estonio en el último encuentro del triangular.

## Formato
Las tres selecciones se enfrentaron entre sí en un sistema de liguilla a una sola rueda. La selección con mayor cantidad de puntos obtenidos al finalizar el torneo se consagró campeona.

## Posiciones
| Selección | Pts | PJ | PG | PE | PP | GF | GC | Dif |
| --------- | --- | -- | -- | -- | -- | -- | -- | --- |
| Lituania  | 4   | 2  | 1  | 1  | 0  | 2  | 0  | 2   |
| Letonia   | 2   | 2  | 0  | 2  | 0  | 0  | 0  | 0   |
| Estonia   | 1   | 2  | 0  | 1  | 1  | 0  | 2  | -2  |

## Resultados
- Los horarios corresponden a la hora de Lituania (EEST; UTC+3).

| 18 de junio de 2010 | Lituania | 0:0     | Letonia | Estadio S. Darius y S. Girėnas, Kaunas                   |                                                          |
| 18:10 (UTC+3)       |          | Reporte |         | Asistencia: 1.000 espectadores Árbitro(s): Hannes Kaasik | Asistencia: 1.000 espectadores Árbitro(s): Hannes Kaasik |

| 19 de junio de 2010 | Letonia | 0:0     | Estonia | Estadio S. Darius y S. Girėnas, Kaunas                     |                                                            |
| 18:10 (UTC+3)       |         | Reporte |         | Asistencia: 300 espectadores Árbitro(s): Gediminas Mažeika | Asistencia: 300 espectadores Árbitro(s): Gediminas Mažeika |

| 20 de junio de 2010 | Estonia | 0:2 (0:1) | Lituania                        | Estadio S. Darius y S. Girėnas, Kaunas                   |                                                          |
| 18:10 (UTC+3)       |         | Reporte   | Savėnas 31' · Rimkevičius 90+2' | Asistencia: 600 espectadores Árbitro(s): Andrejs Sipailo | Asistencia: 600 espectadores Árbitro(s): Andrejs Sipailo |

| Campeón Lituania 10.mo título |